# 小红点星系

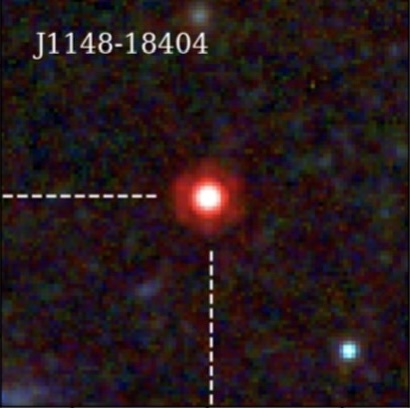
小红点星系（中心）的伪彩色合成图像。

小红点（英語：Little Red Dots, LRDs）是詹姆斯·韦伯太空望远镜（JWST）发现的一类小型红色星系或者类星系天体。2024年3月，此类天体才首次被公开发现，并且由于数据有限，人们目前对其了解甚少。它们似乎存在于大爆炸后6亿至16亿年（即132亿至122亿年前）之间，其中大多数是在大爆炸后约6亿年发现的。 迄今为止，詹姆斯·韦伯太空望远镜仅发现了341个小红点。 

## 作为活动星系核（AGN）
小红点最初是通过光度法被筛选出来的，因其在紫外波段呈蓝色而在可见光波段中呈红色特征。研究发现其中80%的星系具有异常宽阔的巴耳末发射线，这一现象暗示它们很可能是中心寄居着超大质量黑洞的活动星系核（AGN）。 活动星系核特指星系中心释放巨大能量的致密区域，其能量以明亮喷流和星风形式向外辐射。  科学家通过研究活动星系核的特性，试图揭示超大质量黑洞的形成机制及其对小红点星系结构和动力学演化的影响。  基于活动星系核理论，天体物理学家成功解释了小红点星系的红色外观特征：围绕在活动星系核和黑洞周围的大量气体、尘埃及电磁能量，即吸积盘，正是形成这种独特光学特征的根源。

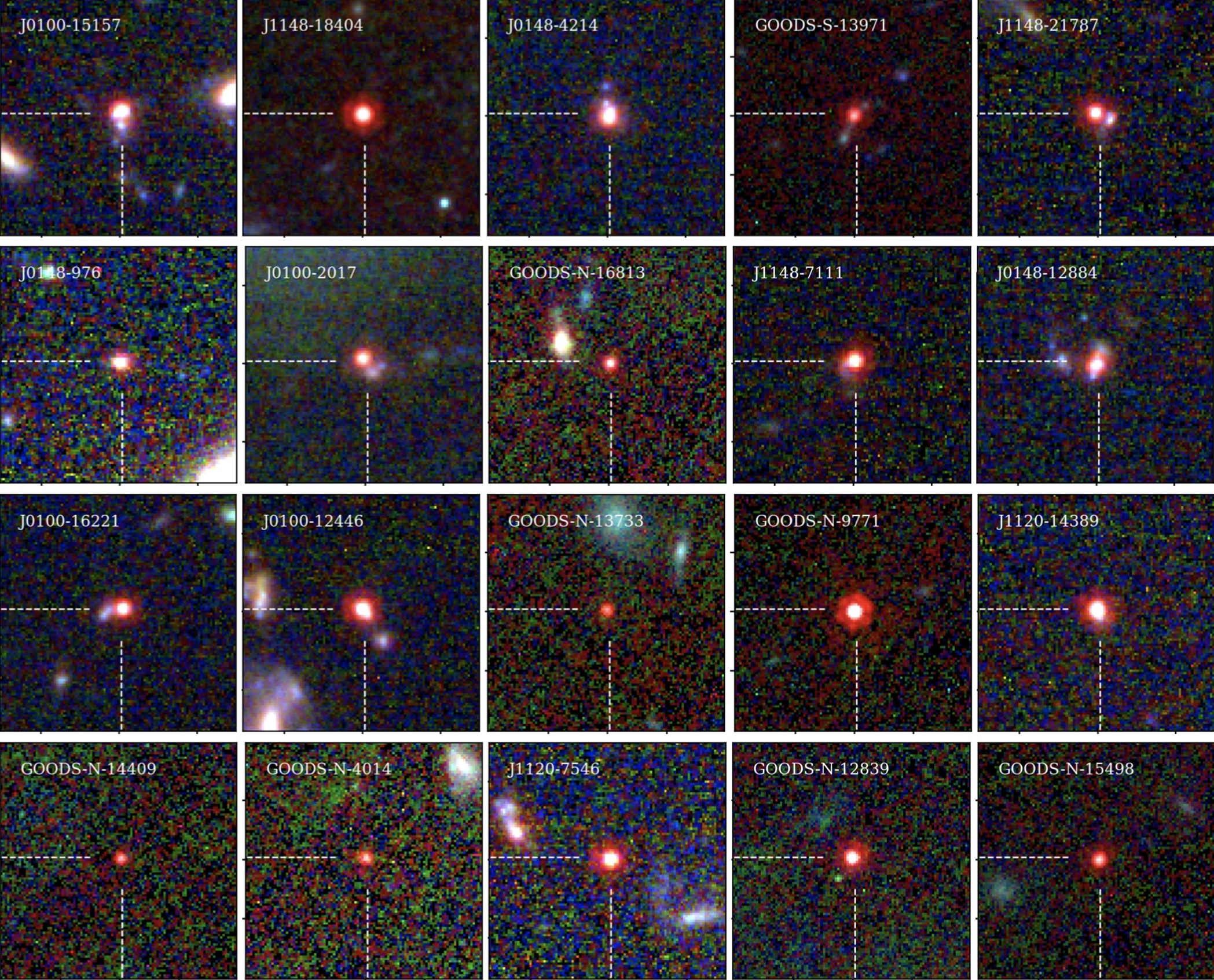
20 个小红点星系的伪彩色合成图像。

小红点内的气体正以惊人速度旋转。 科学家认为，这种极端运动速度源于星系中心超大质量黑洞的旋转驱动效应。一个使用韦伯望远镜的科研合作组（RUBIES）在“红色未知天体：红外河外亮天体巡天（RUBIES）”项目中锁定这类星系， 观测到气体轨道速度达到每秒1000公里——该速度是黑洞吸积过程的有力证据。 
另一方面，小红点也表现出若干难以在活动星系核理论框架下得到合理解释的特征。例如，它们具有平坦的红外光谱，且未检测到X射线信号。  此外，小红点的观测特征（亮度，色彩等）很少随时间变化，而这在活动星系核观测中通常是显著特征。

## 观察到的属性
针对小红点的观测特征，学界已提出多种理论模型。   其紫外线光谱形态可通过两种机制解释：活动星系核辐射的散射效应 ，或灰霾（grey dust）消光的影响。 
研究表明，小红点在低红移宇宙中较为罕见。天文学家通过韦伯空间望远镜发现的"由内而外生长模式"为此现象提供了一种解释：当星系演化至低红移阶段时，其外围区域逐渐扩展，导致吸积黑洞附近气体供给量减少。黑洞外层气体剥离后，星系整体色调偏蓝，因而不再符合小红点的分类标准。 
多数小红点极端致密，平均尺寸仅为银河系半径的2%。典型的小红点的半径不超过500光年，其中相当数量的小红点半径更小于150光年。 
近期在绿豌豆星系(英語：Green Pea Galaxies, GP) 样本中发现了可能的小红点在低红移处的对应体。 这类具有宽线活动星系核的绿豌豆星系（英語：broad-line AGN hosting Green Peas, BLGP），在静止系中从紫外到光学呈V型光谱能量分布（SED）。这类V型绿豌豆星系在2190个样本中确认发现了7例，并且这些星系中寄居着异常大质量的黑洞。 